# 6316 Méndez
6316 Méndez è un asteroide della fascia principale. Scoperto nel 1990, presenta un'orbita caratterizzata da un semiasse maggiore pari a 2,1692515 au e da un'eccentricità di 0,1750708, inclinata di 3,70185° rispetto all'eclittica.